# Punt (música)

Figures musicals amb punt i les seves durades equivalents

En música, punt és un signe de notació que posat a la dreta de la figura musical (nota o silenci), n'augmenta la durada en una meitat. Existeixen el punt i el doble punt. Per exemple: una blanca amb punt val tres negres.

## Punt simple
Augmenta el valor de la nota d'u a u i mig, i s'escriu amb un sol punt a la dreta de la nota.
- 1+1/2

## Doble i triple punt
A mesura que es van afegint punts augmenta el valor de la nota però no pren el mig valor de la nota, però el mig del punt precedent. És a dir que equival a un quart de la nota principal. El triple punt és molt més rar. Apareix, per exemple, al Preludi en sol major per a piano, op. 28 núm. 3 de Chopin.
- 1+1/2+1/4